# Monte di Nese
Monte di Nese [ˈmonte diˈneːze] (Mut de Nés [ˈmut dɛˈnes , mudːɛˈnes] in dialetto bergamasco) è una frazione del comune di Alzano Lombardo, in provincia di Bergamo.

## Geografia fisica

### Territorio

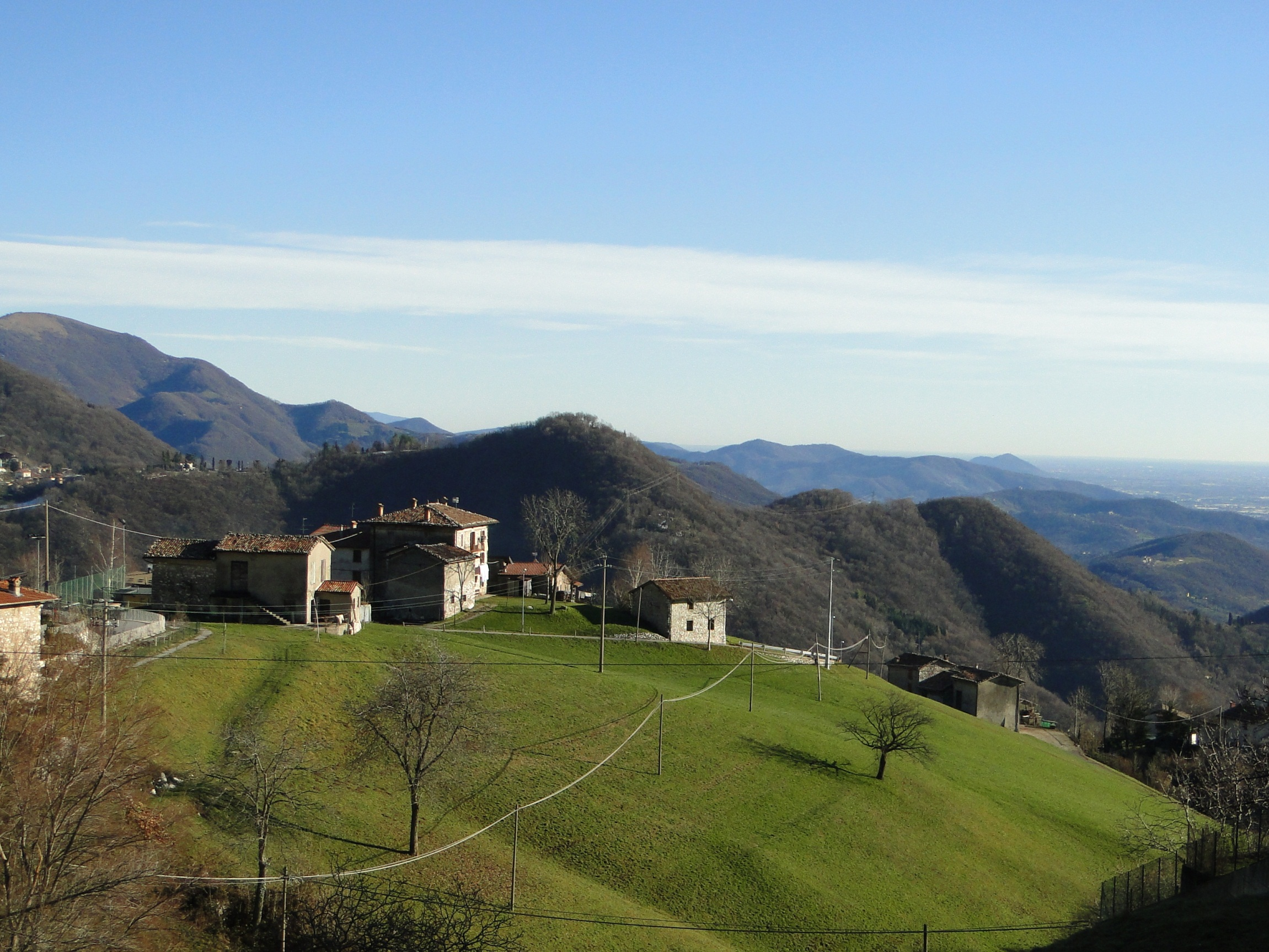
Vista da Monte di Nese verso la pianura

Il borgo di Monte di Nese si trova su una terrazza naturale posta ad un'altezza di circa 800 m s.l.m., compresa tra i monti Cavallo, Filaressa e Colletto, propaggini situate sul lato orografico destro della bassa val Seriana.
Ubicato in posizione panoramica da cui si può ammirare la bassa val Seriana e gran parte della pianura bergamasca, si trova presso la testata della valle del Nesa, nei pressi dello spartiacque con la val Brembana.
È composto dalle piccole contrade denominate Cà Gherardi, Castello, Fracchi,  Pellegrini e Piazza, e confina a Nord con i monti Cavallo e Filaressa che lo dividono da Poscante, frazione di Zogno, ed a Nord-Est con Salmezza, frazione di Nembro. A Sud-Est è invece il corso del torrente Nesa a suddividerlo dal borgo alzanese di Brumano; ad Ovest è separato da Olera dal monte Colletto, ed a Sud confina con l'altra frazione di Burro.
La rete viaria è molto semplice ed è composta da una sola via d'accesso proveniente dal capoluogo di Alzano Lombardo, da cui dista circa otto chilometri. Vi sono inoltre numerosi sentieri e mulattiere che collegano la località a tutti i borghi confinanti.
Per ciò che concerne l'idrografia numerosi sono i piccoli corsi d'acqua che bagnano il territorio di Monte di Nese: per lo più si tratta di torrenti che si gonfiano solo in seguito ad abbondanti piogge e che raccolgono le acque in eccesso provenienti dai monti circostanti. Tutti confluiscono nel principale, il Nesa, a sua volta affluente del Serio da destra.

## Storia

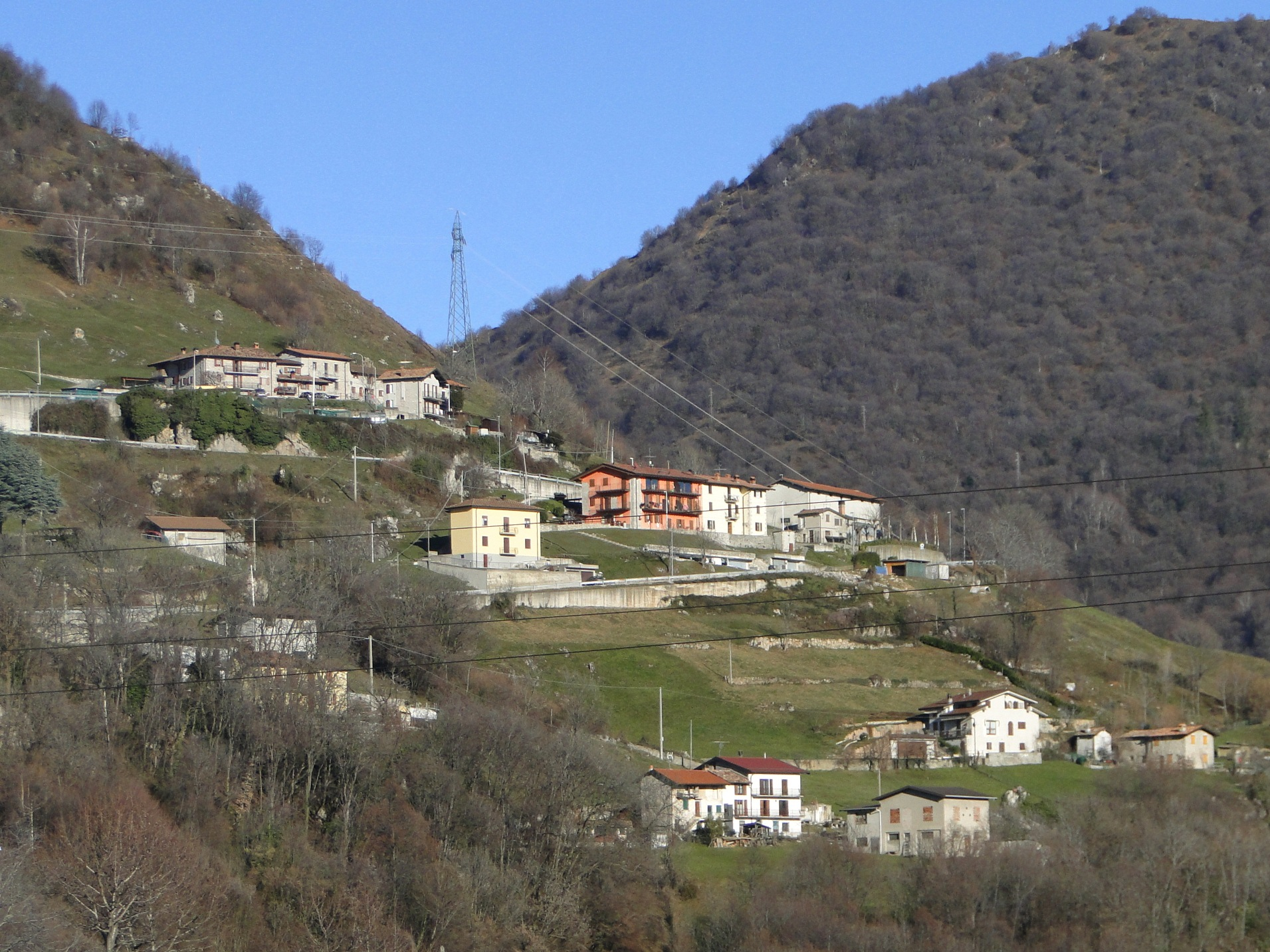
La località Castello

I primi ritrovamenti che attestano la presenza umana sul territorio sono alcuni frammenti di selce lavorata, databili attorno al terzo millennio a.C., rinvenuti nelle zone limitrofe all'attuale nucleo abitativo.
I primi insediamenti risalirebbero invece al VI secolo a.C., quando in quest'area si stabilirono gli Orobi, popolazione di origine ligure dedita alla pastorizia, a cui si aggiunsero ed integrarono, a partire dal V secolo a.C., le popolazioni di ceppo celtico, tra cui i Galli Cenomani.
Attorno al I secolo d.C. vi fu la conquista dei Romani, che tuttavia mantennero i loro insediamenti principali nel fondovalle, limitando la loro presenza nella valle del Nesa. Presenza comunque confermata da un coccio di vetro appartenente ad un vaso romano, qui rinvenuto durante alcuni scavi edilizi negli anni ottanta.
Nei secoli seguenti, al contrario di ciò che accadde nel resto del circondario, questo borgo montano non fu interessato dalle lotte fratricide tra guelfi e ghibellini e conseguentemente non vide sorgere fortificazioni difensive. A tal riguardo è da specificare che nella località Castello, contrada situata a Nord-Est dell'abitato, con ogni probabilità non fu costruito alcun fortilizio, ma soltanto una dimora arroccata sul pendio.
Durante l'età medievale il borgo trasse notevoli benefici economici dalla presenza di una strada, la cosiddetta via Mercatorum, che permetteva il passaggio di persone e merci dirette verso la val Brembana, in quei tempi difficilmente raggiungibile utilizzando gli impervi sentieri del fondovalle brembano.

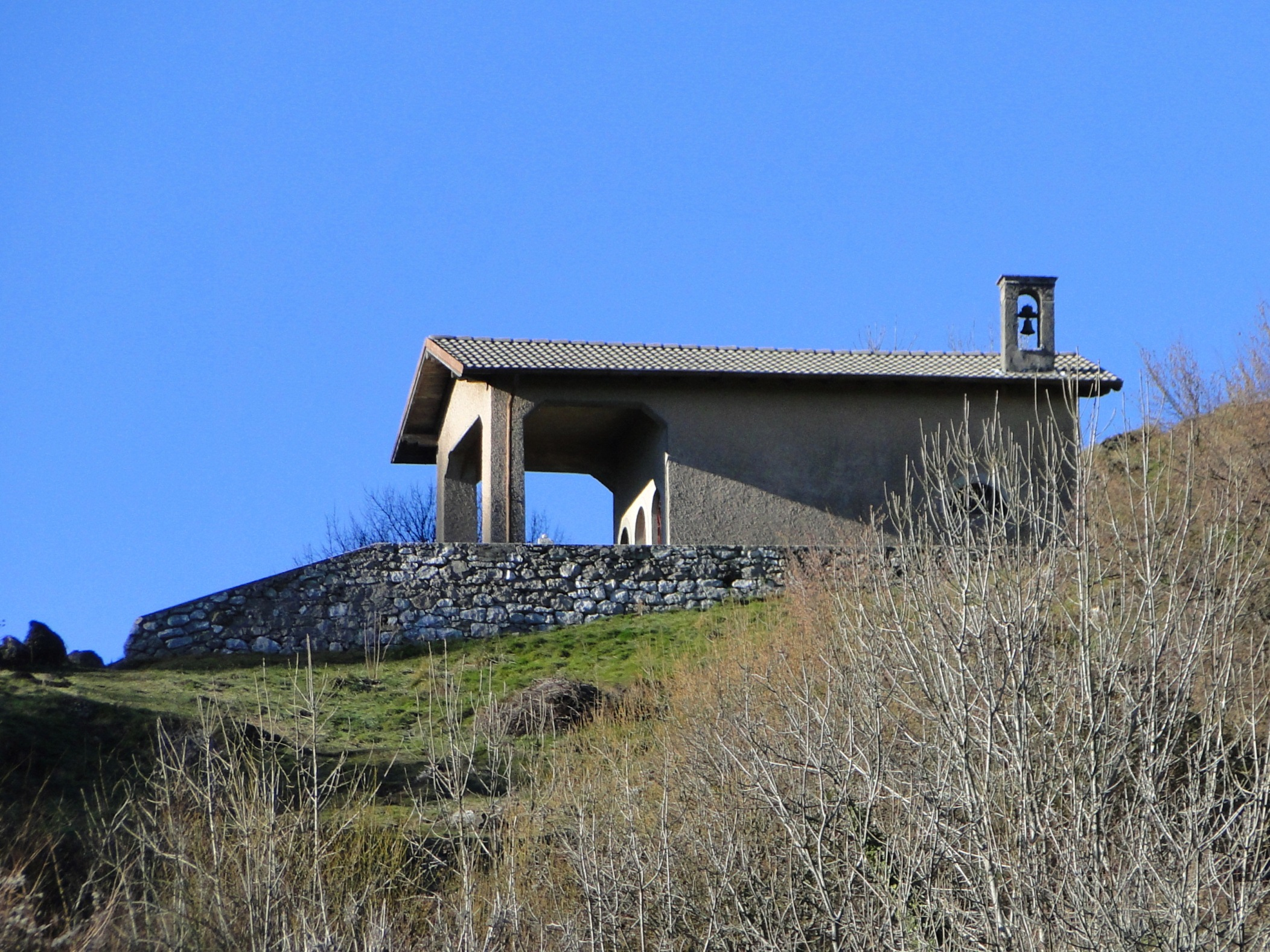
La chiesetta presso la forcella della Filaressa, sul valico che reca a Poscante

Questa strada lastricata si sviluppava dalla città di Bergamo ed in breve arrivava ad Alzano, da cui si diramava una via secondaria al tragitto principale (che raggiungeva Nembro e saliva a Salmezza), che percorreva la valle del Nesa fino a Monte di Nese. Da qui i traffici seguivano altre due strade alternative: la prima scendeva direttamente a Poscante, la seconda si ricollegava a Salmezza da cui giungeva a Selvino e poi a Trafficanti (frazione di Costa Serina), ed infine a Serina.
In seguito all'inaugurazione della via Priula, che dal 1597 aprì una via nel fondovalle brembano, il borgo risentì di un isolamento che si protrasse per secoli.
In seguito difatti pochissimi furono gli episodi di rilievo accaduti nel borgo che, dopo aver gravitato per tutta l'età medievale nei confini comunali di Nese, dal 1503 venne inserito nel territorio di Poscante.
Soltanto nel 1776 ottenne la sospirata autonomia amministrativa, persa già nel 1805, in seguito alla riorganizzazione territoriale effettuata dai nuovi dominatori della Repubblica Cisalpina, che lo riaggregarono a Poscante. Con il passaggio della zona al Regno Lombardo-Veneto, vi fu una nuova ridefinizione dei confini, tanto che Monte di Nese nel 1816 riacquistò la propria indipendenza, per ritornare però dopo nemmeno due anni nei confini del comune brembano.
A partire dalla seconda metà del XIX secolo gli abitanti cominciarono ad insistere presso le istituzioni affinché la frazione fosse aggregata al vicino comune di Nese, più facilmente raggiungibile in caso di bisogno. La richiesta fu accolta soltanto nel 1928, con Monte di Nese che dopo oltre quattro secoli ritornò a far parte del comune anesiate.
L'ultimo passaggio avvenne nel 1939, quando il borgo seguì le sorti del comune di appartenenza che venne a sua volta accorpato ad Alzano Lombardo, andando a definire quella che è la situazione attuale.

## Luoghi d'interesse

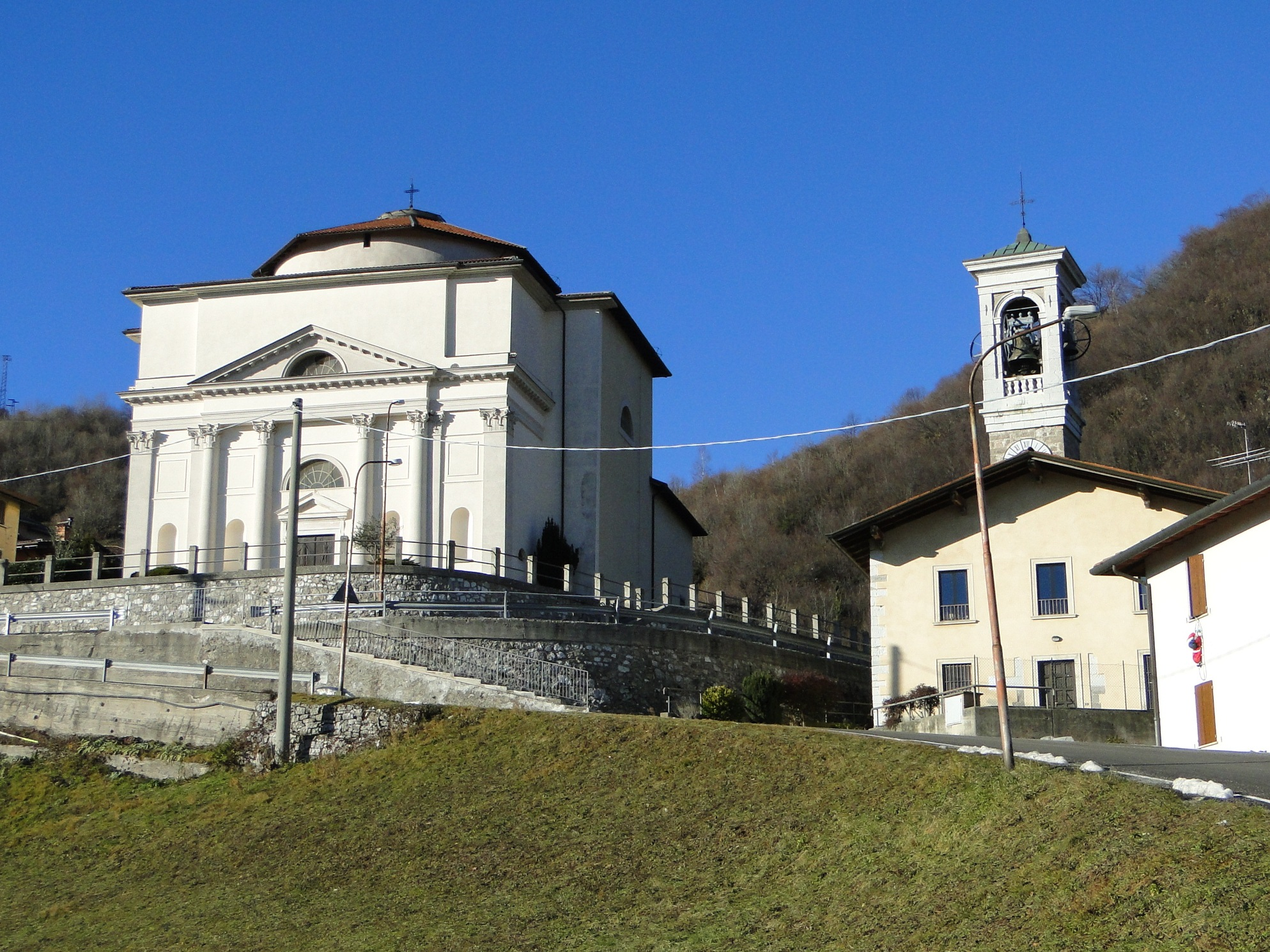
La nuova parrocchiale affiancata sulla destra dalla vecchia struttura

Il principale edificio presente sul territorio è la chiesa parrocchiale dedicata alla chiesa della Natività di Maria, risalente al 1881 e progettato da Elia Fornoni. La struttura ha una pianta centrale, con la facciata, costruita successivamente, che presenta due nicchie nelle quali sono custodite due statue di santi. All'interno si trovano dipinti di buon pregio, tra i quali spicca la tela secentesca del Cristo Porta croce, opera di Niccolò Frangipane portata da abitanti emigrati a Venezia.
A livello ecclesiastico, la parrocchia comprende anche le chiese delle frazioni di Burro e Brumano, aggregate dal 1986.
A fianco al nuovo edificio di culto si trova la vecchia chiesa, ora sconsacrata. Le prime notizie che la riguardano risalgono al 1330, anno in cui veniva descritta come piccola cappella gotica, con l'abside rivolta ad Est, come tutte le prime chiese cristiane. Nel 1444 venne eretta a parrocchia, staccandosi da quella di Nese. Rifatta completamente nel 1510, venne sviluppata perpendicolarmente alla precedente, con un'abside rettangolare stretta dal campanile che, risalente ai primi anni del XV secolo, venne rialzato nel 1856. La struttura era a navata unica divisa da tre campate con due archi a sesto acuto, con soffitto in legno a forma di capanna. Dopo la costruzione del nuovo edificio di culto, venne prima adibita a fienile e poi ad abitazione.
Inoltre, presso il valico (conosciuto come forcella della Filaressa) che divide il borgo dalla valle Brembana, è presente una piccola chiesetta utilizzata un tempo dai viandanti che utilizzavano la via Mercatorum.
A partire dal XX secolo il borgo è stato interessato da un, seppur modesto, sviluppo turistico. Numerose sono infatti le opportunità per chi volesse passare un po' di tempo immerso nella natura, con molti sentieri che si snodano sulle pendici dei monti circostanti. Tra i principali vi sono quelli contrassegnati con segnavia del CAI numero 531 che raggiunge il monte Filaressa ed il piccolo borgo di Salmezza, ed il 533 che tocca Olera ed arriva alternativamente al colle della Maresana e Salmezza.

## Contrade
La frazione di Monte di Nese è suddivisa in cinque contrade:
- La Piazza
- Cà Gherardi
- Pellegrini
- Fracchi
- Castello